# 算术研究

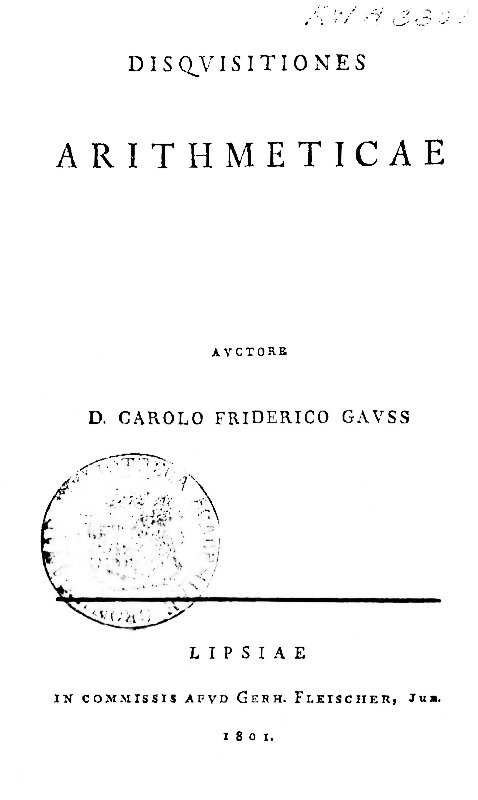
初版的封面

《算术研究》（Disquisitiones Arithmeticae）是德国数学家卡尔·弗里德里希·高斯於1798年写成的一本数论教材，在1801年他24岁时首次出版。全书用拉丁文写成。在这本书中高斯整理汇集了费马、欧拉、拉格朗日和勒让德等数学家在数论方面的研究结果，并加入了许多他自己的重要成果。

## 写作历史
高斯在1796年就准备写一本数论的著作。一年後，他完成了初稿。1797年11月，高斯开始对初稿进行重写和修订，使之成为可以印刷出来的成熟版本。印刷工作於1798年4月开始，但由于机器的原因，速度缓慢。然而这也使得高斯有时间补充一些新的内容，特别是第五章的二次互反律的部分：1801年夏季最终出版时的长度已经是初稿时的两倍。

## 主题
《算术研究》包括了初等数论和现在称为代数数论领域的一部分。然而，高斯在书中并未认识到抽象代数的核心：群的概念，因此没有加以应用。高斯将这本书的主题定位为他所称的“高等算术”。在这本书的序言一开头，高斯明确地说到：
|  | 本书将要研究的问题属于数学中如下的一部分：其考虑的对象只限于整数，偶尔涉及分数，但绝对与无理数无关。 |

## 内容
全书有655页，分为七个部分共335篇文章，由浅入深，从同余理论起步，探讨了同余齐次式、同余方程和二次剩余理论。在二次剩余理论中，高斯在前人的基础上首次给出了二次互反律的证明。其后高斯又得出了双二次互反律和三次互反律，并对所谓的高斯整数进行了研究，得到了代数数论的一些基本成果。
第一部分：同余概论。建立了到今天仍在使用的同余的概念和记号。
第二部分：主要研究线性同余方程，给出了算术基本定理、辗转相除法、中国剩余定理等初等数论的基本结果。
第三部分：“幂剩余论”。讨论了费马小定理、原根的存在性和威尔逊定理。
前三部分的内容大都是其他数学家的成果，但高斯是首个将这些成果系统地汇集在一本书裡的人。他也是首个意识到唯一分解定理之重要性的人。
进入第四部分後，大部分内容便是高斯的原创了。
第四部分：“二次同余论”。重点讨论了二次剩余的理论。高斯提出了他视为“从中可以推得几乎所有与二次剩余有关的东西” 的“基础定理”的二次互反律：
如果p是形式为4n+1，那么p（如果p是形式为4n+3那么-p）是模每个为模p的二次剩余（非剩余）的质数的二次剩余（非剩余）。
高斯将这个命题分成多个单独情况，然后用归纳法给出了第一个证明，并运用这个定理得到了一些基本结果。
第五部分： “二次型与二次不定方程”。这一部分占据了全书的一半有多，高斯研究了模p同余中的整系数二次型以及二次型本征等价的性质，得到了整数表示为二次形式的一般规律。之后高斯又研究了二次型的分类以及约简。并触及了双二次互反律和三次互反律的研究。
第六部分： 前五章结论的应用。前五章，特别是第四、五章得到的丰富成果使得在这章用来解决很多问题。高斯讨论了分数分解，十进展开以及二次同余的问题，并提出了两个素性检验的方法。
第七部分： 分圆多项式和尺规作图。高斯探求了尺规作圆内接正多边形的方法，并给出了圆内接正19边形和正17边形的作法。并得到了所谓的“高斯和”的概念以及一些相关成果。
高斯曾经写过《算术研究》的第八部分，探讨更高次的同余方程，但并没能完成。草稿在他逝世後分批出版。

## 影响
在《算术研究》发表以前，数论研究只是一些孤立定理与猜想。高斯首次将这些零星的结果加以系统的处理，修补和改进了以往的证明，并在此之上发展出了自己的一系列理论与成果。《算术研究》是现代数论研究的开端。
《算术研究》一书的逻辑结构——声明定理、给出证明，然后给出系理或推论——为以后的教科书编写提供了一个榜样，成了后世教材的标准结构。为了使读者能够理解证明的逻辑思路，高斯在证明后会给出相应的例子，这一点也为后来的教材所采用。
《算术研究》亦是十九世纪欧洲数学家如库默尔、狄利克雷和戴德金等人著书的出发点。他们继承了高斯的研究。许多《算术研究》中的评注和没有证明的命题成为了新的研究热点。即使到了二十世纪，《算术研究》仍在产生影响。比如第五部分中高斯简要地叙述了他关于虚二次域类数的计算，并猜想他已经找到了所有类数为1、2和3的虚二次域。这个后来称为类数问题的猜想直到1986年才获得了肯定的答案。同样在第五部分，高斯证明了可以被解释为黎曼猜想的第一类非平凡情况：哈斯-韦伊定理。

## 译本和相关著作
《算术研究》虽然是一部十分重要的数论著作，但由于全书以拉丁文写就，内容深奥难懂，因此将其翻译成各国语言和进行注释阐述的工作一直不断。1807年，《算术研究》的法文译本出版。1863年，狄利克雷写了《数论讲义》（Vorlesungen über Zahlentheorie）一书，对《算术研究》作了明晰的阐释。1889年德文译本出版。1959年出版了俄文译本；1965年出版了英文版。

## 引用
《算术研究》常常被引用，出现在各种数学论文、著作和教材的注释中。引用时一般简写为“DA”。

## 评价
- “高斯曾说：‘数学是科学的女皇，数论则是数学的女皇。’如果这是真理，我们还可以补充一点：《算术研究》是数论的宪章。”——莫里茲·康托爾
- “此书（《算术研究》）是一座不朽的丰碑，揭示了人类思想所能达到的浩瀚的广度和令人惊叹的深度。”——爱德华·卢卡斯
- “众书之王”——利奥波德·克罗内克
- “高斯首次将数学的这个部分（数论）变成了一门独立的科学，而《算术研究》则是第一部详尽而系统的著作。……由于雅可比和狄利克雷……这本二十年来一直被七道漆封的著作成为了当代的数学。……封漆还未完全解开。”——约翰·西奥多·梅兹
- “数论曾一度止步不前，……这就是为什么深奥而新颖的《算术研究》预示着高斯将成为欧洲最伟大的头脑之一。”——路易·潘索